# هانتوبيوات
هانتوبيوات (بالإنجليزية: Hintubuet)‏ في أساطير ميلانيزيا هو كائن خارق، خالق السماء والأرض والعلوم الإنسانية.